# Augusto Pestana (politicus)

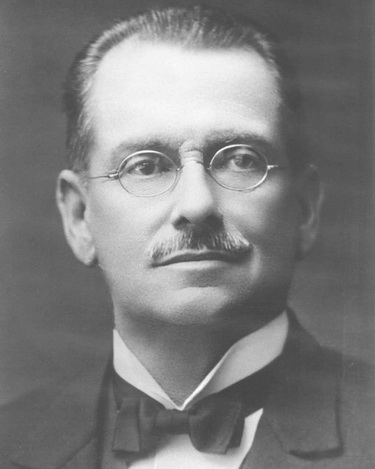
Augusto Pestana (ca. 1920)

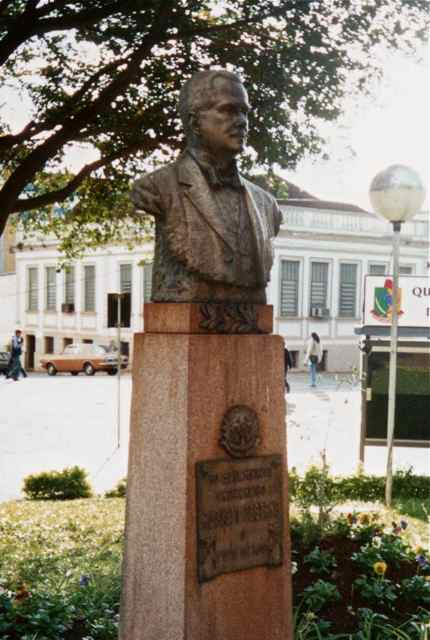
Pestana Monument, op het plein Praça da República, Ijuí

Augusto Pestana (Rio de Janeiro, 22 mei 1868 -  aldaar, 29 mei 1934) was een Braziliaanse ingenieur en politicus.
Pestana behaalde in 1887 zijn kandidaatsexamen natuurkunde aan de Escola Politecnica in Rio de Janeiro waar hij van 1884 tot 1888 studeerde. In 1889 trad hij toe tot de Republikeinse Partij van Rio Grande do Sul.
Pestana werd op 1 juli 1912 verkozen tot de eerste burgemeester van Rio Grande do Sul. Hij werkte toen als directeur van de Staatsspoorwegen van Rio Grande do Sul. In 1915 werd hij verkozen tot parlementslid namens de stad Rio Grande do Sul in het Congres van Brazilië. In 1918, 1928 en 1930 werd hij herkozen.
De Braziliaanse stad Augusto Pestana is naar hem vernoemd.